# 9e cérémonie des Screen Actors Guild Awards
La 9e cérémonie des Screen Actors Guild Awards, décernés par la Screen Actors Guild, a eu lieu le 9 mars 2003, et a récompensé les acteurs et actrices du cinéma et de la télévision ayant tourné en 2002.

## Palmarès et nominations

### Cinéma

#### Meilleur acteur dans un premier rôle
- Daniel Day-Lewis pour le rôle de Bill le Boucher dans Gangs of New York
  - Adrian Brody pour le rôle de Władysław Szpilman dans Le Pianiste (The Pianist)
  - Nicolas Cage pour les rôles de Charlie Kaufman et Donald Kaufman dans Adaptation
  - Richard Gere pour le rôle de Billy Flynn dans Chicago
  - Jack Nicholson pour le rôle de Warren Schmidt dans Monsieur Schmidt (About Schmidt)

#### Meilleure actrice dans un premier rôle
- Renée Zellweger pour le rôle de Roxie Hart dans Chicago
  - Salma Hayek pour le rôle de Frida Kahlo dans Frida
  - Nicole Kidman pour le rôle de Virginia Woolf dans The Hours
  - Diane Lane pour le rôle de Connie Sumner dans Infidèle (Unfaithful)
  - Julianne Moore pour le rôle de Cathy Whitaker dans Loin du paradis (Far from Heaven)

#### Meilleur acteur dans un second rôle
- Christopher Walken pour le rôle de Frank Abagnale Sr. dans Arrête-moi si tu peux (Catch Me If You Can)
  - Chris Cooper pour le rôle de John Laroche dans Adaptation
  - Ed Harris pour le rôle de Richard Brown dans The Hours
  - Alfred Molina pour le rôle de Diego Rivera dans Frida
  - Dennis Quaid pour le rôle de Frank Whitaker dans Loin du paradis (Far from Heaven)

#### Meilleure actrice dans un second rôle
- Catherine Zeta-Jones pour le rôle de Velma Kelly dans Chicago
  - Kathy Bates pour le rôle de Roberta Hertzel dans Monsieur Schmidt (About Schmidt)
  - Julianne Moore pour le rôle de Laura Brown dans The Hours
  - Michelle Pfeiffer pour le rôle de Ingrid Magnussen dans Laurier blanc (White Oleander)
  - Queen Latifah pour le rôle de Mama Morton dans Chicago

#### Meilleure distribution
- Chicago
  - The Hours
  - Adaptation
  - Le Seigneur des anneaux : Les Deux Tours (The Lord of the Rings: The Two Towers)
  - Mariage à la grecque (My Big Fat Greek Wedding)

### Télévision
Note : le symbole « ♕ » rappelle le gagnant de l'année précédente (si nomination).

#### Meilleur acteur dans une série dramatique
- James Gandolfini pour le rôle de Tony Soprano dans Les Soprano (The Sopranos)
  - Kiefer Sutherland pour le rôle de Jack Bauer dans 24 heures chrono (24)
  - Michael Chiklis pour le rôle de Vic Mackey dans The Shield
  - Martin Sheen pour le rôle de Jed Bartlet dans À la Maison-Blanche (The West Wing) ♕
  - Treat Williams pour le rôle du Dr Andy Brown dans Everwood

#### Meilleure actrice dans une série dramatique
- Edie Falco pour le rôle de Carmela Soprano dans Les Soprano (The Sopranos)
  - Lily Tomlin pour le rôle de Deborah Fiderer dans À la Maison-Blanche (The West Wing)
  - Amy Brenneman pour le rôle de Amy Gray dans Amy (Judging Amy)
  - Lorraine Bracco pour le rôle du Dr Jennifer Melfi dans Les Soprano (The Sopranos)
  - Allison Janney pour le rôle de CJ Cregg dans À la Maison-Blanche (The West Wing) ♕

#### Meilleure distribution pour une série dramatique
- Six Feet Under (Six Feet Under)
  - Les Experts (CSI)
  - 24 heures chrono (24)
  - À la Maison-Blanche (The West Wing) ♕
  - Les Soprano (The Sopranos)

#### Meilleur acteur dans une série comique
- Sean Hayes pour le rôle de Jack McFarland dans Will et Grace (Will & Grace) ♕
  - Bernie Mac pour son propre rôle dans The Bernie Mac Show
  - Matt LeBlanc pour le rôle de Joey Tribbiani dans Friends
  - Tony Shalhoub pour le rôle d'Adrian Monk dans Monk
  - Ray Romano pour le rôle de Ray Barone dans Tout le monde aime Raymond (Everybody Loves Raymond)

#### Meilleure actrice dans une série comique
- Megan Mullally pour le rôle de Karen Walker dansWill et Grace (Will & Grace) ♕
  - Kim Cattrall pour le rôle de Samantha Jones dans Sex and the City
  - Jennifer Aniston pour le rôle de Rachel Green dans Friends
  - Patricia Heaton pour le rôle de Debra Barone dans Tout le monde aime Raymond (Everybody Loves Raymond)
  - Jane Kaczmarek pour le rôle de Lois dans Malcolm (Malcolm in the Middle)

#### Meilleure distribution pour une série comique
- Tout le monde aime Raymond (Everybody Loves Raymond)
  - Sex and the City ♕
  - Frasier
  - Friends
  - Will et Grace (Will & Grace)

#### Meilleur acteur dans un téléfilm ou dans une minisérie
- William H. Macy pour le rôle de Bill Porter dans Une question de courage (Door to door)
  - Albert Finney pour le rôle de Winston Churchill dans The Gathering Storm
  - Brad Garrett pour le rôle de Jackie Gleason dans Gleason (en)
  - Sean Hayes pour le rôle de Jerry Lewis dans Martin and Lewis
  - John Turturro pour le rôle de Howard Cosell dans Monday Night Mayhem

#### Meilleure actrice dans un téléfilm ou dans une minisérie
- Stockard Channing pour le rôle de Judy Shepard dans The Matthew Shepard Story
  - Kathy Bates pour le rôle de Christine Chapman dans Désordre affectif (My Sister's Keeper)
  - Helen Mirren pour le rôle de Madame Porter dans Une question de courage (Door to door)
  - Vanessa Redgrave pour le rôle de Clementine Churchill dans The Gathering Storm
  - Uma Thurman pour le rôle de Debby Miller dans Debby Miller, une fille du New Jersey (Hysterical Blindness)

### Screen Actors Guild Life Achievement Award
- Clint Eastwood

## Récompenses et nominations multiples

### Nominations multiples

#### Cinéma
5 : Chicago
3 : The Hours, Adaptation
2 : Monsieur Schmidt, Frida, Loin du paradis

#### Télévision
4 : Les Soprano, À la Maison-Blanche
3 : Will et Grace, Friends, Tout le monde aime Raymond
2 : 24 heures chrono, Sex and the City, The Gathering Storm, Une question de courage

#### Personnalités
- 2 : Kathy Bates

### Récompenses multiples

#### Cinéma
3/5 : Chicago

#### Télévision
2/4 : Les Soprano
2/3 : Will et Grace